# Цефтолозан
Цефтолозан  — полусинтетический антибиотик класса цефалоспоринов. Применяется в комбинации с ингибитором β-лактамазы тазобактамом. Одобрен FDA в 2014 г.

## Механизм действия
Нарушает синтез клеточной стенки.

## Показания
- Осложнённые интраабдоминальные инфекции[англ.], вызванные: Enterobacter cloacae, Escherichia coli, Klebsiella oxytoca, Klebsiella pneumoniae, Proteus mirabilis, Pseudomonas aeruginosa, Bacteroides fragilis, Streptococcus anginosus, Streptococcus constellatus, Streptococcus salivarius.
- Осложнённые инфекции мочевыводящих путей (включая пиелонефрит), вызванные: Escherichia coli, Klebsiella pneumoniae, Proteus mirabilis, and Pseudomonas aeruginosa[1].
- Внутрибольничная пневмония или ИВЛ-ассоциированная пневмония[англ.].

## Противопоказания
- повышенная чувствительность к препарату.